# 장흥읍
장흥읍(長興邑)은 전라남도 장흥군의 중앙에 위치한 군청 소재지이며, 교통의 중심지와 농산물의 집산지로서 발달한 소도읍이다.
대표적인 특산물은 한우,표고버섯,키조개,적토미(빨간쌀)등이 있다.

## 개요
탐진강의 우안 구릉(177ｍ)에 발달하고 강 건너 동쪽으로는 넓은 평야가 펼쳐져 있다. 이 끝에 제암산·사자산 등 높은 산지가 가로막혀 있다. 읍내에서는 탈곡기·제초기 등 농기구와 가구·운동구 등을 생산하고 있다.

## 연혁
- 2007년 1월 5일 : 장흥읍 우목리(牛目里) 명칭을 1914년 이전 이름인 우산리로 변경[1]

## 법정리
- 건산리(巾山里)
- 관덕리(觀德里)
- 교촌리(校村里)
- 금산리(錦山里)
- 기양리(岐陽里)
- 남동리(南洞里)
- 남외리(南外里)
- 덕제리(德提里)
- 동동리(東洞里)
- 사안리(沙岸里)
- 삼산리(三山里)
- 상리(上里)
- 성불리(成佛里)
- 송암리(松岩里)
- 순지리(蓴池里)
- 연산리(蓮山里)
- 영전리(永田里)
- 예양리(汭陽里)
- 우산리(牛山里)
- 원도리(元道里)
- 축내리(築內里)
- 충열리(忠烈里)
- 평장리(坪場里)
- 평화리(平化里)
- 해당리(海堂里)
- 행원리(杏園里)
- 향양리(向陽里)

## 교육
- 정남진산업고등학교
- 장흥고등학교

## 아파트
| 단지명                | 건설사                    | 시행사                | 주소                        | 입주       | 비고 |
| --------------------- | ------------------------- | --------------------- | --------------------------- | ---------- | ---- |
| 장흥 건산주공         | 모아종합건설㈜ 삼능건설㈜ | 대한주택공사          | 장흥읍 북부로 62-1 (건산리) | 2004년 9월 |      |
| 장흥 정하에코하임     | 정하종합건설㈜            | 정하건설㈜ 동우건설㈜ |                             |            |      |
| 장흥 줌파크 더 센트로 | 대창기업㈜                | ㈜코리아신탁          |                             |            |      |